# The Monster Show
The Monster Show è una raccolta del gruppo heavy metal finlandese Lordi, pubblicata nel 2005 dalla Mayan Records per il mercato britannico.

## Il disco
Le tracce contenute nel CD provengono dai primi due album in studio: Get Heavy (2002) e The Monsterican Dream (2004). Mentre, sul DVD troviamo i videoclip di tre brani pubblicati come singoli.

## Tracce

### CD
1. Threatrical Trailer (The Monsterican Dream)
2. Bring It On (The Raging Hounds Return) (The Monsterican Dream)
3. Blood Red Sandman (The Monsterican Dream)
4. My Heaven Is Your Hell (The Monsterican Dream)
5. Would You Love a Monsterman? (Get Heavy)
6. Devil Is a Loser (Get Heavy)
7. Icon of Dominance (Get Heavy)
8. The Children of the Night (The Monsterican Dream)
9. Shotgun Divorce (The Monsterican Dream)
10. Forsaken Fashion Dolls (The Monsterican Dream)
11. Wake the Snake (The Monsterican Dream)
12. Rock the Hell Outta You (Get Heavy)

### DVD
1. Blood Red Sandman
2. Devil Is a Loser
3. Would You Love a Monsterman?